# Cavalaria dos Estados Unidos

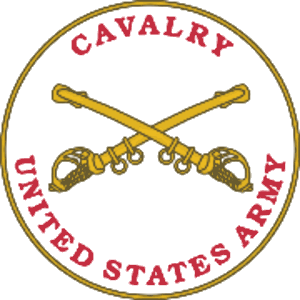

A Cavalaria dos Estados Unidos ("U.S. Cavalry"), foi a designação da força montada do Exército dos Estados Unidos por um ato do Congresso em 3 de agosto de 1861. Este ato converteu os dois regimentos de dragões do Exército dos EUA, um regimento de fuzileiros montados e dois regimentos de cavalaria em um ramo de serviço. O ramo de cavalaria fez a transição para as Forças Blindadas.